# Botris (metge)
Botris (en llatí Botrys, en grec antic Βότρυς) va ser un metge grec. Devia viure al segle i aC o una mica abans. Els seus escrits no s'han conservat però se sap que Plini el Vell els va utilitzar com a referència per la seva Naturalis Historia. Una de les seves fórmules fou conservada per Galè.